# Decticoides
Decticoides is een geslacht van rechtvleugeligen uit de familie sabelsprinkhanen (Tettigoniidae). De wetenschappelijke naam van dit geslacht is voor het eerst geldig gepubliceerd in 1977 door Ragge.

## Soorten
Het geslacht Decticoides  is monotypisch en omvat slechts de volgende soort:
- Decticoides brevipennis (Ragge, 1977)